# Дикенманн, Лара
Лара Джой Дикенманн (англ. Lara Joy Dickenmann; род. 27 ноября 1985, Кринс, Люцерн) — швейцарская футболистка, выступавшая на позиции защитника и полузащитника. В прошлом — игрок «Вольфсбурга», «Лиона» и национальной сборной Швейцарии.

## Карьера
Родилась в городе Кринс, кантон Люцерн. В возрасте 8 лет начала заниматься футболом в школе футбольного клуба «Кринс», играя вместе с мальчиками. В 2000 году перешла в команду «Зурзее» (ныне «Люцерн»). Вместе с клубом трижды подряд (с 2002 по 2004 год) стала чемпионкой Швейцарии. По итогам сезона 2003/04 признана лучшей футболисткой страны.
В 2004 году переехала в США, начав выступать за команду Университета штата Огайо. В дебютном сезоне признана новичком года конференции Big Ten. Во время учёбы на втором курсе начала вызываться в состав сборной Швейцарии, пропуская часть матчей чемпионата NCAA. По итогам выступления в третьем сезоне была признана MVP команды и вошла в состав символической сборной чемпионата NCAA.
14 декабря 2008 года окончила университет с дипломом бакалавра по специальности «Международные экономические отношения». Стала первой футболисткой Университета штата Огайо, вошедшей в список претендентов на Трофей Херманна.

### Профессиональная карьера
Выступать за профессиональные клубы начала во время учёбы, во время каникул: в 2006 году сыграла восемь матчей за «Нью-Джерси Уайлдкэтс», а в 2007 — одиннадцать игр за «Джерси Скай Блю». В 2007 году признана MVP W-Лиги.
Во время учёбы на четвёртом курсе выступала за «Цюрих», став чемпионкой Швейцарии в сезоне 2008/09.
После выпуска подписала контракт с «Лионом». С сезона 2009/10 стала одним из основных игроков клуба. 29 ноября 2009 года сделала первый хет-трик в профессиональной карьере.
В апреле 2015 года перешла в «Вольфсбург».

### Сборная
14 августа 2002 года, в возрасте 16 лет, дебютировала за национальную сборную, забив мяч в ворота сборной Франции.
В составе сборной выступала на чемпионате мира 2015 года и первенстве Европы 2017 года.

## Достижения
Зурзее:
- Чемпионка Швейцарии: 2001/02, 2002/03, 2003/04

 Цюрих:
- Чемпионка Швейцарии: 2008/09

 Лион:
- Чемпионка Франции: 2009/10, 2010/11, 2011/12, 2012/13, 2013/14, 2014/15
- Обладательница Кубка Франции: 2011/12, 2012/13, 2013/14, 2014/15
- Победительница Лиги чемпионов: 2010/11, 2011/12

 Вольфсбург:
- Чемпионка Германии: 2016/17
- Обладательница Кубка Германии: 2015/16, 2016/17